# یواس‌اس هونولولو (اس‌اس‌ان-۷۱۸)
یواس‌اس هونولولو (اس‌اس‌ان-۷۱۸) (به انگلیسی: USS Honolulu (SSN-718)) یک زیردریایی بود که طول آن ۱۱۰٫۳ متر (۳۶۱ فوت ۱۱ اینچ) بود. این زیردریایی در سال ۱۹۸۳ ساخته شد.